# Sucen (Salam)
Sucen is een bestuurslaag in het regentschap Magelang van de provincie Midden-Java, Indonesië. Sucen telt 4949 inwoners (volkstelling 2010).